# Constantino Estilbes
Constantino Estilbes, en griego Κωνσταντίνος Στιλβής, transliterado Constantínos Stilbés, floreció en la segunda mitad del siglo XII y fue un retórico y clérigo bizantino prolífico autor de tratados eclesiásticos, cartas y poesía

## Biografía
Nacido a mitad del siglo XII, su fecha de óbito es desconocida. Por sus escritos se saca en limpio que fue diácono de Santa Sofía y uno de los doce didáscalos o profesores de la Escuela Patriarcal de Constantinopla, dando además clases en la Iglesia de San Pablo del Orfelinato, donde permaneció doce años (1182-1194), pasando después a la Iglesia de Cristo de la Χαλκῆ o Chalké, la puerta de bronce principal del palacio de Constantinopla (el 15 de agosto de 1194) durante unos dos años. Hacia 1196, fue nombrado «didáscalo de Salmos» (una de las tres cátedras superiores) por el patriarca Jorge II Xifilino o de Constantinopla, y en 1198 «didáscalo del Apóstol» por el nuevo patriarca Juan X de Constantinopla. Se ignora si accedió a la cátedra suprema, la de «didáscalo del Evangelio». Poco antes de 1204 (año de la toma de Constantinopla por los cruzados), había tomado el hábito monástico bajo el nombre de Cirilo y fue promovido al obispado metropolita de Cícico, que tuvo que abandonar tras la conquista latina. Poco más se sabe de él que se pueda extraer de sus propias obras; Nicetas Coniates elogia a un tal "Estilbes, hombre bueno en todos los aspectos" (ὁ καλὸς τὰ πάντα Στιλβὴς) que puede ser este autor.

## Obras
La mayor parte de cuanto escribió es de materia teológica, incluso su celebérrima Errores de la Iglesia latina, que Estilbes compiló tras la IV Cruzada. Entre los 104 errores de orden doctrinal y ritual que copia figura la incapacidad de honrar a los santos extranjeros, el odio al emperador Constantino y a su creación de la Nova Roma y diversas quejas ante el saqueo de Constantinopla por los cruzados. También hay una monodia o elogio fúnebre de Miguel III de Constantinopla, dos panegíricos consagrados a Jorge II Xifilino y uno a Isaac II Ángelo, un Resumen de la fe ortodoxa y diversas lecciones.
Estilbes es conocido también por un poema que describe un incendio catastrófico que ocurrió en Constantinopla el 25 de julio de 1197. En casi 1000 versos, el Carmen de Incendio refleja el curso del fuego junto al Cuerno de Oro desde la Puerta del drungario hasta el Barrio Latino, usando ricas écfrasis provistas de metáforas bíblicas y clásicas.
Este poema es un recurso importante para quien estudie la topografía urbana de la Constantinopla medieval, pues señala cómo se consumen casas de tres pisos y casas aristocráticas con torres, y alude a caminos costeros, acueductos, el puerto de Neorion, graneros, la Iglesia de los Cuarenta Mártires de Sebaste y la Iglesia de María Ciriotissa, sobre la cual se construyó posteriormente la Mezquita de Kalenderhane. El bizantinista Paul Magdalino empleó este poema para fechar la reconstrucción medieval de la iglesia Ciriotissa entre la fecha del incendio en 1197 y la Cuarta Cruzada en 1204.